# Oyster Bed Speedway
Oyster Bed Speedway est un complexe de sports motorisés composé d'une piste ovale asphaltée de 1/4 de mile pour des épreuves de stock-car et une piste d'accélération aussi de 1/4 de mile, situé à Oyster Bed Bridge, Île-du-Prince-Édouard (Canada), à environ 20 km de la capitale Charlottetown. Érigé en 1966, il s'agit du seul complexe de sports motorisés sur l'île.
La série Maritime Pro Stock Tour s'y produit chaque année depuis sa fondation en 2001.
Le 3 août 2013, le pilote Mike Stevens y perd la vie dans un accident lors d'une course de la série Maritime Pro Stock Tour.